# Adam Popowicz
Adam Popowicz (ur. 6 maja 1947 w Katowicach) – polski piłkarz, grający na wielu pozycjach. Wychowanek Kabla Kraków, następnie grał w Wawelu Kraków. W 1970 sprowadzony do mieleckiej Stali, w której zadebiutował 20 września 1970 w meczu przeciw Zagłębiu Wałbrzych (1:4). Wraz ze Stalą zdobył mistrzostwo Polski w 1973. W mieleckiej drużynie rozegrał 113 meczów (w tym 95 w I lidze) i strzelił 9 goli. Z Mielca odszedł w 1974 i grał w Motorze Lublin, a później w Górniku Zabrze. Później aż do 50. roku życia grał w prowincjonalnych drużynach austriackich. Obecnie mieszka w Salzburgu.